# チーム60
チーム60（チームろくじゅう）は、スウェーデン空軍のアクロバットチーム。スウェーデン中部のウプサラに本拠地を置く。
1976年のスウェーデン空軍創設50周年記念に際して、サーブ 105・4機で編成された。現在は6機のSK60（サーブ105のスウェーデン空軍向け練習機バージョン）を使用し、チーム名もそこから取られている。メンバーは教官兼務で、エアショーシーズンには数回の海外遠征も行う。チーム最大の特徴は環境面に配慮し、スモークを使用する演技が少ないことで、基本的には編隊飛行が中心となる内容である。